# 張行甫 (正德進士)
張行甫（1474年—？年），字子先，順天府大兴县匠籍、浙江錢塘縣人。明朝政治人物。

## 生平
治《書經》，行一，由順天府學生中式正德二年（1507年）丁卯科順天府鄉試第一名舉人（解元），年三十五歲中式正德三年（1508年）戊辰科會試第八十八名，第三甲第三十一名進士。初授應天府溧陽縣知縣，七年任徐州知州。

## 家族
曾祖张大。祖父张昱。父张能。母王氏；继母王氏。具庆下，弟兖、完、允。

## 規範控制
- 明朝解元列表